# Psathyrella echinata
Psathyrella echinata är en svampart som först beskrevs av Cleland, och fick sitt nu gällande namn av Grgur. 1997. Psathyrella echinata ingår i släktet Psathyrella och familjen Psathyrellaceae.   Inga underarter finns listade i Catalogue of Life.